# Gertraud Jesserer

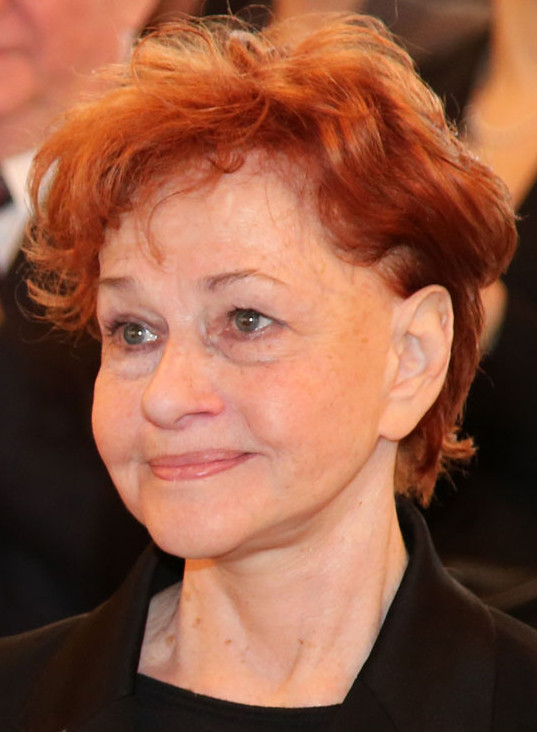
Gertraud Jesserer.

Gertraud Jesserer, född 13 december 1943 i Wien, Österrike, död 9 december 2021 i Wien, var en österrikisk skådespelare. Jesserer filmdebuterade 1959 och har medverkat i fler än 100 tyskspråkiga filmer och TV-produktioner.